# Omska Wyższa Ogólnowojskowa Szkoła Dowódcza
Omska Wyższa Ogólnowojskowa Szkoła Dowódcza im. M.W. Frunzego dwukrotnie odznaczona Orderem Czerwonego Sztandaru (ros. Омское высшее общевойсковое командное дважды Краснознаменное училище имени М.В. Фрунзе) – istniejąca w latach 1813–1999 rosyjska i radziecka wojskowa uczelnia dowódcza.
Szkoła została założona w 1813 jako wojskowa szkoła Kozaków, następnie przekształcona w Syberyjski Korpus Kadetów. Absolwentami Korpusu byli m.in.: 
- Czokan Walichanow – uczony i pedagog Kazachstanu;
- Grigorij Potanin – geograf i etnograf, badacz i Mongolii, Chin i Syberii;
- Ławr Korniłow – rosyjski dowódca wojskowy, generał piechoty;
- Dmitrij Karbyszew – rosyjski i radziecki dowódca wojskowy;
- Walerian Kujbyszew – radziecki działacz partyjny i państwowy.

W 1936 roku szkoła przyjęła nazwę Omska Zjednoczona Szkoła Wojskowa (ros. Омская объединённая военная школа) im. M.W. Frunzego.
Absolwentami omskiej szkoły byli m.in. 
- Dmitrij Pawłow;
- Gieorgij Pieredielski.

Absolwenci szkoły zostali 74 Bohaterami Związku Radzieckiego, 7 Bohaterami Federacji Rosyjskiej i 3 kawalerami Orderów Sławy.